# Campo di internamento di Lanciano
Il campo di internamento di Lanciano è uno dei numerosi campi per l'internamento civile nell'Italia fascista istituiti in seguito all'entrata dell'Italia nella seconda guerra mondiale, per accomodarvi stranieri e antifascisti. Fu operante dal luglio 1940 al settembre 1943. Fu allestito presso l'abitazione di Villa Sorge, nell'allora zona periferica di Lanciano, che oggi corrisponde al quartiere Cappuccini.

## Storia

### Apertura del campo
Poco dopo l'entrata in guerra dell'Italia, il 27 giugno 1940, iniziò anche l'agonia dei prigionieri ebrei, slavi o semplicemente dissidenti politici, nei campi d'internamento. In Abruzzo aprirono circa 15 campi, e anche Lanciano ebbe il suo campo di prigionia a Villa Sorge, nel quartiere Cappuccini (attuale incrocio di via Petragnani con via M. Eisenstein, alla fine del viale Marconi).
La villa era composta di 3 piani, piano terra con 4 camere, primo piano con 5 e un secondo con 3, ed era proprietà dell'avvocato Filippo Sorge.
Il 15 settembre 1940 risultavano internate a Villa Sorge 49 donne ebree con 4 bambini, anche se 71 internate erano state già alloggiate ivi, e successivamente smistate in altri campi. Le donne internate non erano solo della città, ma anche di altre zone dell'Europa.
Gran parte delle notizie sono tratte dal racconto della prigioniera Maria Eisenstein, internata n. 6, che soggiornò alla villa tra il 4 luglio e il 13 dicembre 1940. Al termine della prigionia, l'Eisenstein redasse un prezioso diario memorialistico, "L'internata n. 6", in cui spiegò e raccontò le varie vicende, e analizzò le varie mansioni a cui le donne erano dedite (cucinare, lavare, pulire), per poi essere smistate e trasferite in altri alloggiamenti.

### Rastrellamento del ghetto
Sempre in questi anni ci fu il rastrellamento quasi totale del "ghetto" presso il rione Lancianovecchia, e delle altre minoranze baltiche risiedenti da secoli nei rioni Civitanova-Sacca. Nei giorni dell'invasione tedesca dell'8 settembre 1943, Lanciano patì dure sofferenze e privazioni, fino all'esasperazione morale che sfociò nella rivolta dei cosiddetti "martiri ottobrini".
La rappresaglia tedesca fu molto vendicativa nei confronti della cittadinanza, e venne incendiato il corso con i portici, distrutti i negozi, incendiati gli stabilimenti principali del viale dei Cappuccini, inclusa la casa editrice Carabba. Tuttavia le forze alleate americane e inglesi erano alle porte della città, provenendo da Vasto, e dopo combattimenti presso le campagne della città, in direzione Mozzagrogna, riuscirono il 13 dicembre a liberare provvisoriamente la città. L'arcivescovo di Lanciano Monsignor Pietro Tesauri, durante la battaglia, si adoperò molto per proteggere la popolazione, fornendo rifugio e vettovaglie ai profughi e ai combattenti.
Il 20 aprile 1944 ci fu un violento bombardamento aereo da parte degli stukas tedeschi, confidando in un attacco a sorpresa. Il bombardamento colpì parte del centro storico e specialmente Piazza del Plebiscito, mietendo numerose vittime, distruggendo la Casa di Conversazione del comune, danneggiando la torre della Cattedrale, e riducendo in macerie la chiesa di San Giovanni a Lancianovecchia.

## Luogo della memoria
Villa Sorge è stata sino ai primi anni 2000 un luogo semiabbandonato, dal momento in cui il campo fu chiuso nel 1943. Successivamente è stata riacquistata da un privato e adibita ad uso civile.
Il campo nel 2007 è stato ricordato da un cartello in marmo che ricorda la presenza di prigionieri ebrei, fu posto al fianco del cancello di Villa Sorge nell'attuale piazzale Edith Stein o "Parco delle Memorie".
Il Parco delle Memorie è stato realizzato nel 2018 con la riqualificazione del sito e la costruzione di una scultura, il Monumento alla Strage dei Rom e Sinti "Samudaripen", opera di Tonino Santeusanio, in pietra della Majella. Santeusanio nel 2016 aveva realizzato anche in Largo dell'Appello, sempre a Lanciano, il Monumento al partigiano Trentino La Barba, il capo dei cosiddetti "martiri ottobrini", che il 6 ottobre 1943 si ribellarono alla presenza nazista. Il monumento è stato finanziato dal professore e musicista Rom Santino Spinelli, che si batte per i diritti Rom nel territorio.
Il monumento rappresenta una donna Rom che sorregge una figlia mentre è nell'atto di cadere supina colpita dalle bombe della guerra, sul fianco infatti ha il rimasuglio di un mortaio esploso. Un cartello in ceramica lancianese riporta in 3 lingue: italiano, inglese, rom, una preghiera per i morti nell'Olocausto.
A Maria Eisenstein è intitolata la via che da Villa Sorge (fine di viale Petragnani) porta al Parco delle Memorie su via Belvedere.